# Skalltjärnen, Lappland
Skalltjärnen är en sjö i Jokkmokks kommun i Lappland och ingår i Piteälvens huvudavrinningsområde. Sjön har en area på 0,143 kvadratkilometer och ligger 459,3 meter över havet.
Skalltjärnen ligger i Kronogård Natura 2000-område.

## Delavrinningsområde
Skalltjärnen ingår i det delavrinningsområde (736014-167226) som SMHI kallar för Ovan 736050-167558. Medelhöjden är 510 meter över havet och ytan är 23,13 kvadratkilometer. Det finns inga avrinningsområden uppströms utan avrinningsområdet är högsta punkten. Vitbäcken som avvattnar avrinningsområdet har biflödesordning 3, vilket innebär att vattnet flödar genom totalt 3 vattendrag innan det når havet efter 154 kilometer. Avrinningsområdet består mestadels av skog (85 procent) och sankmarker (10 procent). Avrinningsområdet har 1,07 kvadratkilometer vattenytor vilket ger det en sjöprocent på 4,6 procent.